# Seznam medailistů na mistrovství světa – tyč
Skok o tyči patří do programu mistrovství světa od prvního ročníku v roce 1983 v kategorii mužů, ženská tyčka měla premiéru v roce 1999.

## Rekordmani mistrovství světa v atletice

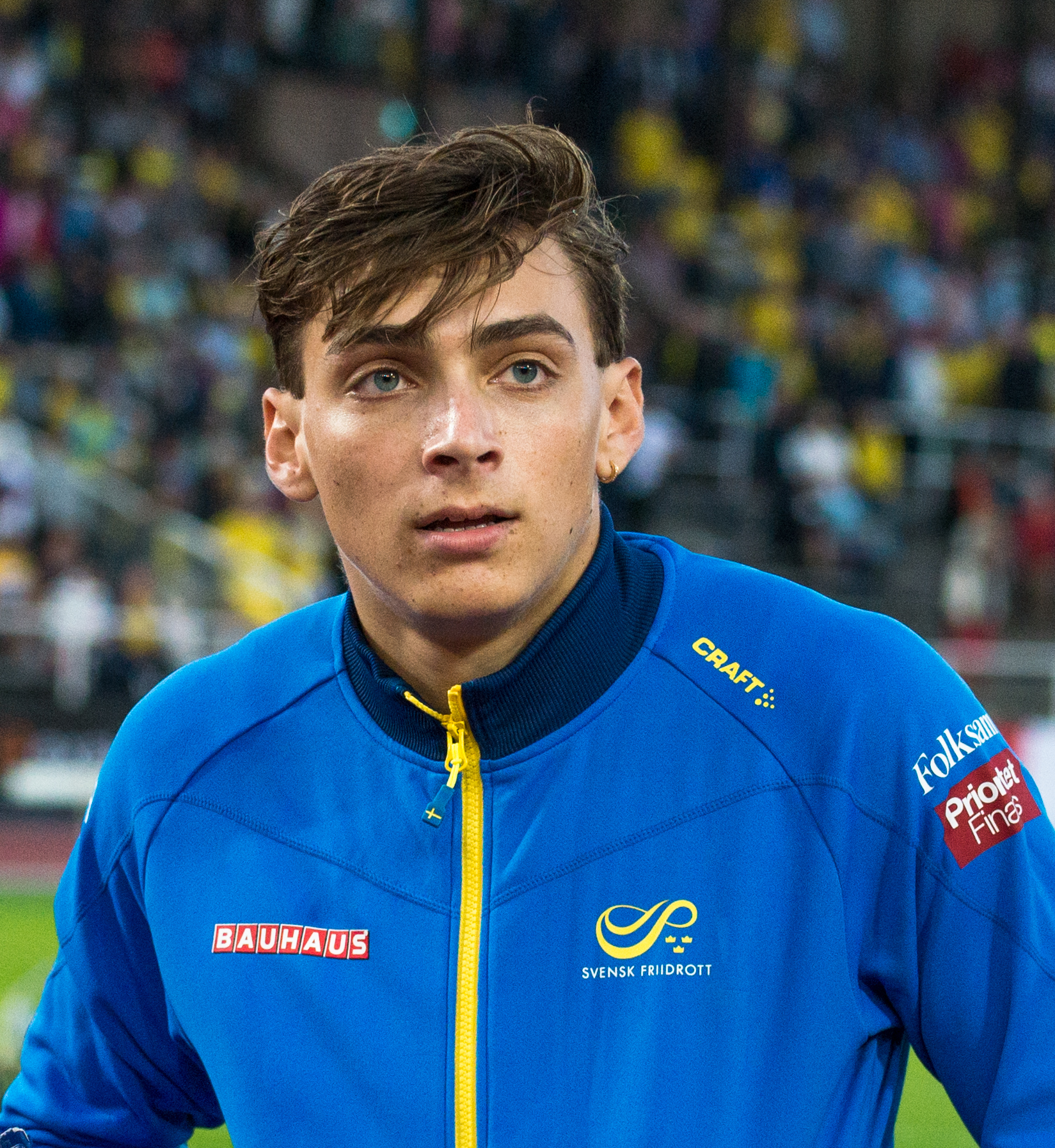
Muži -  Armand Duplantis
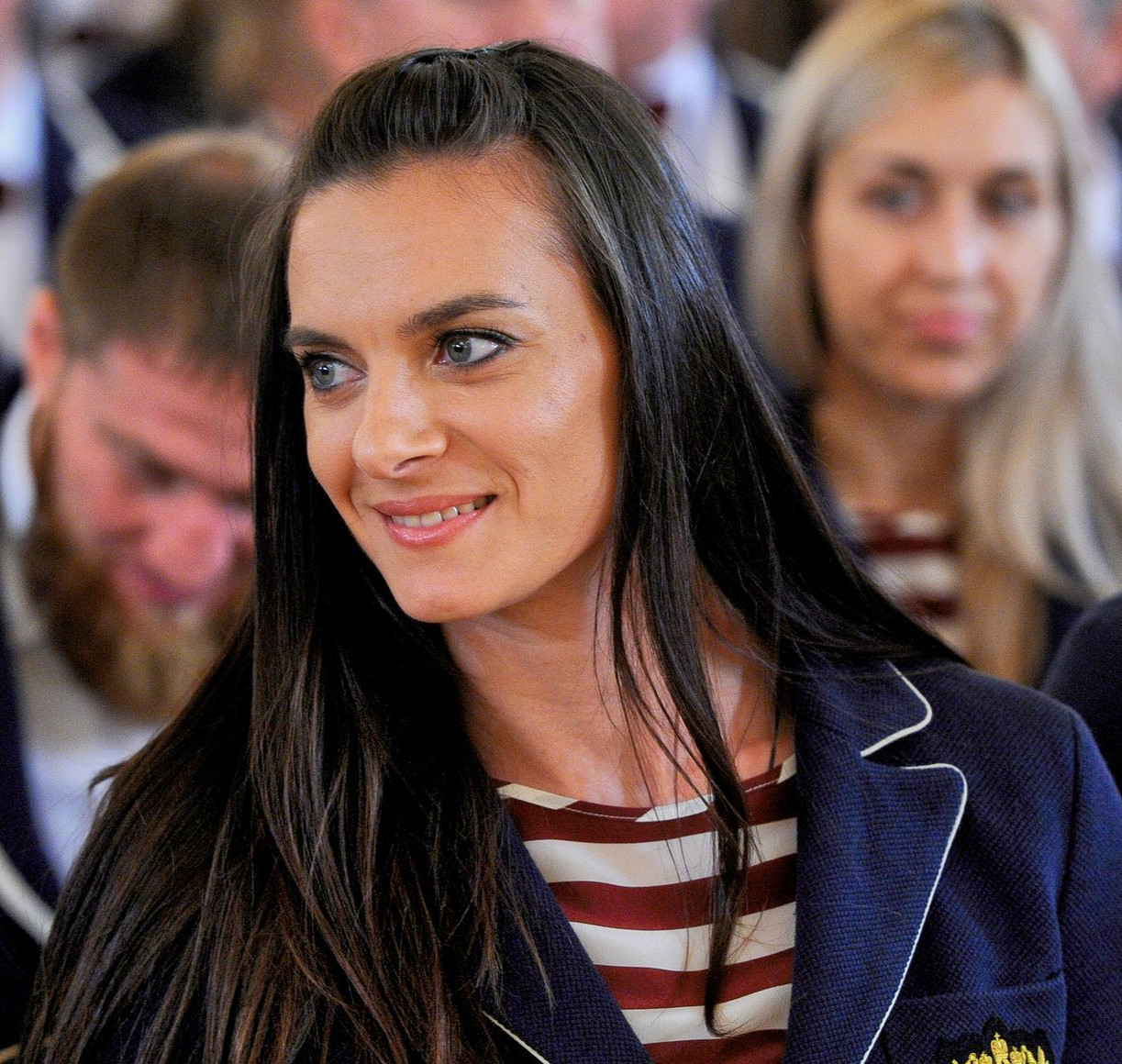
Ženy -  Jelena Isinbajevová

### Muži
| Rok     | Místo     | Zlato               | Výkon vítěze | Stříbro            | Bronz                                             |
| ------- | --------- | ------------------- | ------------ | ------------------ | ------------------------------------------------- |
| MS 1983 | Helsinky  | Sergej Bubka        | 570          | Konstantin Volkov  | Atanas Tarev                                      |
| MS 1987 | Řím       | Sergej Bubka        | 585          | Thierry Vigneron   | Radion Gataullin                                  |
| MS 1991 | Tokio     | Sergej Bubka        | 595          | István Bagyula     | Maxim Tarasov                                     |
| MS 1993 | Stuttgart | Sergej Bubka        | 600          | Grigorij Jegorov   | Igor Tranděnkov                                   |
| MS 1995 | Göteborg  | Sergej Bubka        | 592          | Maxim Tarasov      | Jean Galfione                                     |
| MS 1997 | Athény    | Sergej Bubka        | 601          | Maxim Tarasov      | Dean Starkey                                      |
| MS 1999 | Sevilla   | Maxim Tarasov       | 602          | Dmitri Markov      | Alexandr Averbuch                                 |
| MS 2001 | Edmonton  | Dmitri Markov       | 605          | Alexandr Averbuch  | Nick Hysong                                       |
| MS 2003 | Paříž     | Giuseppe Gibilisco  | 590          | Okkert Brits       | Patrik Kristiansson                               |
| MS 2005 | Helsinky  | Rens Blom           | 580          | Brad Walker        | Pavel Gerasimov                                   |
| MS 2007 | Ósaka     | Brad Walker         | 586          | Romain Mesnil      | Danny Ecker                                       |
| MS 2009 | Berlín    | Steven Hooker       | 590          | Romain Mesnil      | Renaud Lavillenie                                 |
| MS 2011 | Tegu      | Paweł Wojciechowski | 590          | Lázaro Borges      | Renaud Lavillenie                                 |
| MS 2013 | Moskva    | Raphael Holzdeppe   | 589          | Renaud Lavillenie  | Björn Otto                                        |
| MS 2015 | Peking    | Shawnacy Barber     | 590          | Raphael Holzdeppe  | Renaud Lavillenie Piotr Lisek Paweł Wojciechowski |
| MS 2017 | Londýn    | Sam Kendricks       | 595          | Piotr Lisek        | Renaud Lavillenie                                 |
| MS 2019 | Dauhá     | Sam Kendricks       | 597          | Armand Duplantis   | Piotr Lisek                                       |
| MS 2022 | Eugene    | Armand Duplantis    | 621 – RMS    | Chris Nilsen       | Ernest John Obiena                                |
| MS 2023 | Budapešť  | Armand Duplantis    | 610          | Ernest John Obiena | Chris Nilsen a Kurtis Marschall                   |

### Ženy
od roku 1999

| Rok     | Místo    | Zlato                               | Výkon vítěze | Stříbro                            | Bronz                                |
| ------- | -------- | ----------------------------------- | ------------ | ---------------------------------- | ------------------------------------ |
| MS 1999 | Sevilla  | Stacy Dragilaová                    | 460          | Anžela Balachonovová               | Taťjana Grigorjevová                 |
| MS 2001 | Edmonton | Stacy Dragilaová                    | 475          | Světlana Feofanovová               | Monika Pyreková                      |
| MS 2003 | Paříž    | Světlana Feofanovová                | 475          | Annika Beckerová                   | Jelena Isinbajevová                  |
| MS 2005 | Helsinky | Jelena Isinbajevová                 | 501 – RMS    | Monika Pyreková                    | Pavla Hamáčková                      |
| MS 2007 | Ósaka    | Jelena Isinbajevová                 | 480          | Kateřina Baďurová                  | Světlana Feofanovová                 |
| MS 2009 | Berlín   | Anna Rogowská                       | 475          | Chelsea Johnsonová Monika Pyreková | nebyla udělena                       |
| MS 2011 | Tegu     | Fabiana Murerová                    | 485          | Martina Strutzová                  | Světlana Feofanovová                 |
| MS 2013 | Moskva   | Jelena Isinbajevová                 | 489          | Jennifer Suhrová                   | Yarisley Silvaová                    |
| MS 2015 | Peking   | Yarisley Silvaová                   | 490          | Fabiana Murerová                   | Nikoleta Kyriakopoulou               |
| MS 2017 | Londýn   | Katerina Stefanidiová               | 491          | Sandi Morrisová                    | Robeilys Peinadová Yarisley Silvaová |
| MS 2019 | Dauhá    | Anželika Sidorovová                 | 495          | Sandi Morrisová                    | Katerina Stefanidiová                |
| MS 2022 | Eugene   | Katie Nageotteová                   | 485          | Sandi Morrisová                    | Nina Kennedyová                      |
| MS 2023 | Budapešť | Nina Kennedyová a Katie Nageotteová | 490          | nebyla udělena                     | Wilma Murtová                        |